# 마윈
마윈(중국어 간체자: 马云, 정체자: 馬雲, 병음: Mǎ Yún, 한자음: 마운, 영어 이름: 잭 마, Jack Ma, 1964년 9월 10일~ )은 알리바바 그룹의 창시자 겸 이사회 주석이다. 2021년 11월 포브스 기준, 마윈의 자산은 412억 달러(한화 약 49조)로 세계 33위의 자산가이다.
55번째 생일을 맞는 9월 10일 알리바바의 명예회장직에서 물러나 교육을 통한 자선 활동에 나설 것이라고 밝혔으며 9월 10일부로 물러났다.

## 생애

### 초기 경력
1964년에 중화인민공화국의 저장성 항저우시에서 태어났다. 마윈은 영어를 배우고 싶은 열망에 매일 아침 자전거를 타고 호텔에 가서 외국인들과 영어로 대화를 했다. 덕분에 수준급의 영어 실력을 가지게 되었으나, 정작 수학을 못하여 대학에 번번이 낙방하였다. 그러다가 항저우 사범대학에 간신히 합격하고, 1988년에는 대학을 졸업하고 영어교사 생활을 했다.

### 사업가 경력
미국 여행을 다녀온 뒤 인터넷이 세상을 바꿀 것이라는 확신을 가지고 1999년 8800만 원으로 1999년 3월에는 항저우에서 중국 제조업체와 국외의 구매자들을 위한 기업 대 기업(B2B) 알리바바를 설립했다. 2015년 4월 4일에는 모교인 항저우 사범대학에 1억 위안(약 180억 원)을 기부했다. 알리바바는 2000년 일본 소프트뱅크의 투자를 유치하면서 본격적으로 성장했고, 2003년 전자상거래 사이트인 타오바오(淘寶)를 개설하면서 급격한 성장을 이뤘다. 이후 2004년에는 온라인 결제 시스템인 알리페이(Alipay)를 설립했고, 2008년에는 세계적인 제품을 중국 소비자가 직접 구매할 수 있도록 한 온라인 쇼핑 사이트인 T몰을 열었다. 특히 알리바바는 2014년 성공적인 미국 상장을 이루면서, 아마존·구글 등과 어깨를 나란히 하는 글로벌 IT 기업으로 도약했고, 전자상거래 외에도 인터넷 금융, 인공지능(AI) 등으로 사업을 다각화하면서 시가총액 4600억달러(약 549조원) 규모 기업으로 성장했다.